# Tytroca metaxantha
Tytroca metaxantha là một loài bướm đêm trong họ Erebidae.